# Serventesio
El serventesio es una estrofa compuesta de cuatro versos de arte mayor, generalmente endecasílabos, de rima consonante y alterna (ABAB). Su nombre procede de la lengua provenzal, ya que en la lírica trovadoresca se empleaba esta estrofa para la composición satírica denominada sirventés.
El serventesio no suele utilizarse de forma aislada en las composiciones poéticas, sino combinado con otras estrofas: por ejemplo, en algunos casos, se utilizan los serventesios para la elaboración del soneto.
Una variante del serventesio combina los versos endecasílabos con heptasílabos. Por otro lado, el poeta Gustavo Adolfo Bécquer utilizó serventesios con rima asonante, en lugar de consonante, llamados serventesios asonantados.